# Skip-stop

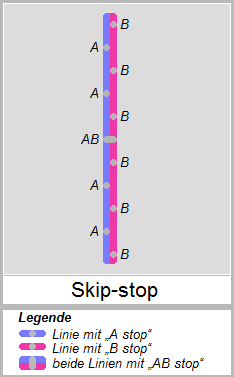
Schematische Darstellung des Skip-stop-Prinzips

The Skip-stop oder skip-stop (deutsch wörtlich Halt-Auslassen, sinngemäß Betrieb mit alternierenden Halten) ist eine Betriebsform bei öffentlichen Verkehrsmitteln mit Linienbetrieb, bei der die Haltestellen an einer Strecke von aufeinander folgenden Kursen im Wechsel bedient werden. Sie ist heutzutage vor allem durch ihre Verwendung bei einigen der älteren U-Bahn-Systeme der Vereinigten Staaten bekannt und kommt dort vor allem zur Hauptverkehrszeit zur Erhöhung von Reisegeschwindigkeit und Beförderungsleistung über weitere Strecken hinweg zum Einsatz.
Ursprünglich war Skip-stop bei den Straßenbahnen in den USA über einen langen Zeitraum hinweg weit verbreitet. Es war zu Beginn des 20. Jahrhunderts eingeführt worden, als die Städte stark nach außen wuchsen und damit die zu überbrückenden Entfernungen immer größer wurden. Bei den U-Bahnen wurde Skip-stop erst nach dem Zweiten Weltkrieg eingeführt.

## Funktionsweise

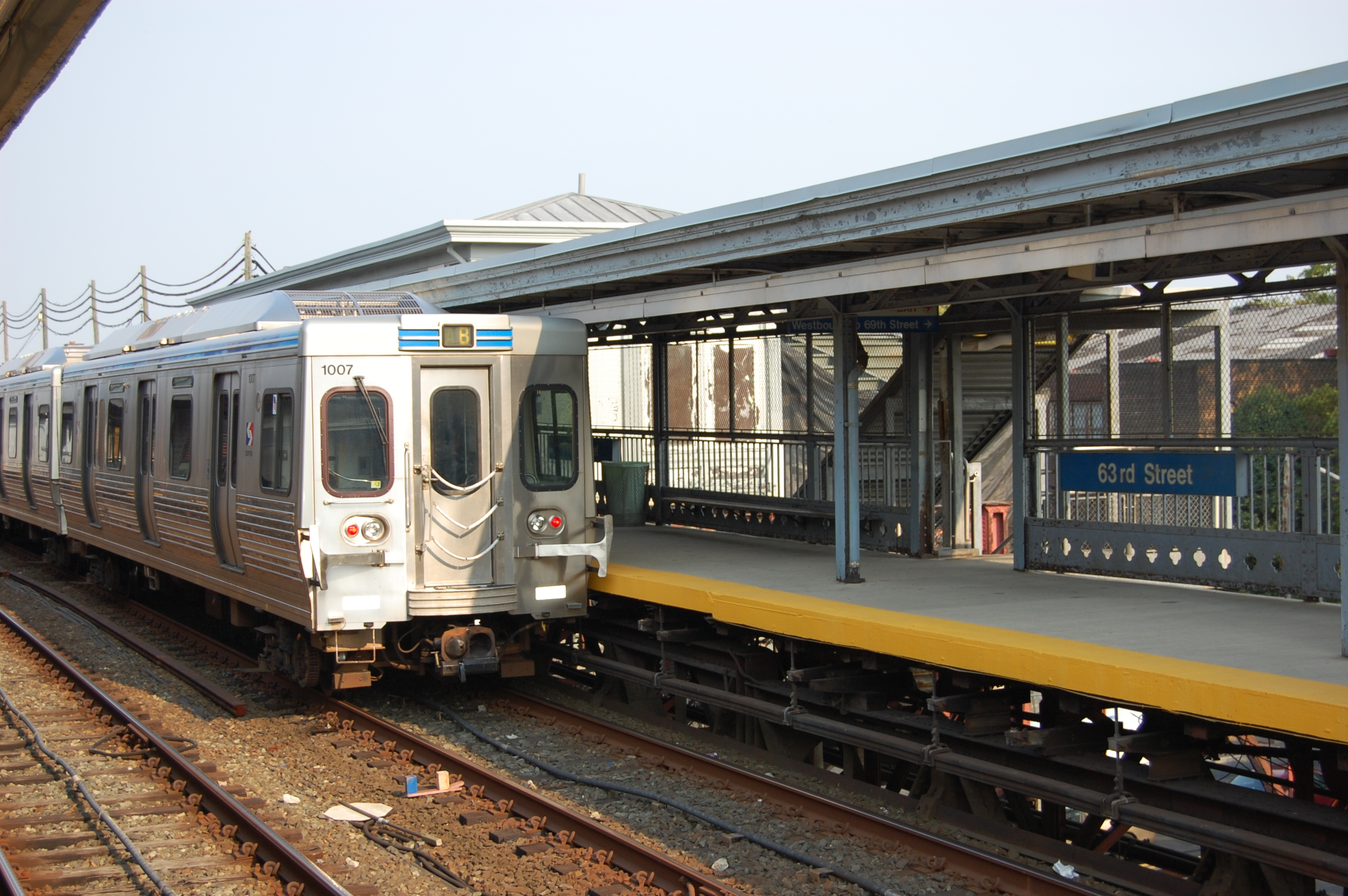
Markierung ‚B‘ an der Stirnseite eines U-Bahn-Zuges.

Bei Skip-stop werden die Kurse („Züge“) auf einer bestimmten Linie in zwei Gruppen eingeteilt und erhalten eine Markierung zu ihrer Unterscheidung. Dies geschieht meistens durch Kennzeichnung der Wagen durch die Buchstaben A und B. Die Halte entlang der betreffenden Route werden auf die gleiche Weise markiert, so dass erkennbar ist, welche Kurse dort halten und welche nicht. Dabei wechseln sich „A-Halte“ (A stops) und „B-Halte“ (B stops) ab; zum richtungsgleichen Umsteigen zwischen den Zuggruppen dienen entlang der Route in regelmäßigen Abständen eingeschobene „AB-Halte“ (AB stops), an denen beide Gruppen halten.
Außerhalb der Hauptverkehrszeiten werden üblicherweise nur Kurse gefahren, die überall halten und dementsprechend sowohl mit A als auch mit B markiert sind.
Statt mit Buchstaben kann Skip-stop auch durch überlagerten Betrieb zweier unterschiedlicher Linien bewerkstelligt werden.
Dasselbe Prinzip findet man auch bei manchen Aufzügen. Der Aufzug hat beispielsweise nur bei jedem dritten Stock eine Tür.

## Vor- und Nachteile
Die Vorteile von Skip-stop sind die Erhöhung der Reisegeschwindigkeit durch eine reduzierte Zahl der Zwischenhalte sowie eine größere Beförderungsleistung durch eine dichtere Zugfolge. Dies ist gerade an solchen Strecken von Vorteil, bei denen es zur Hauptverkehrszeit zu Kapazitätsengpässen kommt, die nicht durch den Bau weiterer Gleise behoben werden können. Hierbei sind nicht nur finanzielle, sondern mitunter auch technische Gründe ausschlaggebend. Beispielsweise müssen die aufgeständerten Strecken der New Yorker Subway immer mit nur drei Gleisen auskommen, weil die lichte Weite zwischen den Häuserfronten keinen Platz für ein viertes Gleis lässt. Somit ist Skip-stop häufig die einzige Möglichkeit zur Erhöhung der Beförderungsleistung.
Zu den Nachteilen gehört, dass zu bestimmten Zeiten bestimmte Ziele nicht angefahren werden können. So ist es zu den einschlägigen Zeiten unmöglich, von einem A-Halt zu einem B-Halt zu gelangen, ohne an einem zwischenliegenden AB-Halt mit Wartezeit umzusteigen. Gerade bei starkem Verkehrsaufkommen zwischen benachbarten Stadtvierteln können erhebliche Verkehrsprobleme durch Umsteiger zwischen den beiden Zuggruppen auftreten. Die umständliche Handhabung führt außerdem zu Orientierungsproblemen unter den Fahrgästen. Weiterhin birgt die Tatsache, dass die jeweils nicht bedienten Halte zum Teil mit voller Geschwindigkeit durchfahren werden, erhebliche Gefahren für wartende Fahrgäste auf den Bahnsteigen.

## Beispiele
- Auf der Market–Frankford Line in Philadelphia wird Skip-stop seit 1956 vor allem auf dem Streckenabschnitt nördlich der Innenstadt eingesetzt. Die Kennzeichnung von Zügen und Halten erfolgt hier mit den Buchstaben A und B.[2]

- Bei der Chicago 'L' wurden zwischen 1948 und den frühen 1990er Jahren fast alle Linien mit Skip-stop betrieben, weil die Reisezeiten durch die hohe Zahl von Zwischenhalten entlang der Strecken in Verbindung mit schlecht motorisiertem Rollmaterial im Normalbetrieb zu lang gewesen wären. Durch die Schließung zahlreicher Stationen und bessere Fahrzeuge konnten die Fahrtzeiten im Laufe der Zeit erheblich verkürzt werden, so dass Skip-stop in den 1990ern wieder abgeschafft wurde.[3][4]

- Ein Beispiel für Skip-stop mit unterschiedlichen Linien ist die New York City Subway. Auf der BMT Jamaica Line verkehren die Linien J und Z in der Hauptverkehrszeit östlich der Station Myrtle Avenue mit alternierenden Halten. Außerhalb der Stoßzeit fährt nur die Linie J, die dann überall hält.[5] Eine ähnliche Konfiguration existierte von 1989 bis 2005 auf der IRT Broadway–Seventh Avenue Line mit den Linien 1 und 9.[6]

- Die Bahnstrecke Kautenbach–Wiltz in Luxemburg wird montags bis freitags ebenfalls im Skip-stop-Betrieb befahren: Die halbstündlichen Regional-Express-Züge (RE) von Kautenbach nach Wiltz halten immer abwechselnd an den beiden Zwischenstationen Merkholtz und Paradiso, sodass diese jeweils nur stündlich bedient werden.

## Weiterführende Informationen